# Музей советско-польского боевого содружества
Музей советско-польского боевого содружества — музей воинской славы в Ленино Горецкого района Могилёвской области Республики Беларусь. Музей является филиалом Горецкого районного историко-этнографического музея и одновременно историко-культурной ценностью Республики Беларусь.

## История
Здание музея создано по проекту архитекторов Якова Белопольского, Владимира Хавина, скульптор Владимир Цигаль, конструктор А. Судаков, автор проекта оформления художник-график Э. К. Агунович, художники диорамы в музее Н. Овечкин, А. Интезаров. 
Открыт 15 октября 1968 года в честь 25-летней годовщины битвы под деревней Ленино Горецкого района Могилевской области, где 12—13 октября 1943 года во время Второй мировой войны состоялся первый бой Польской пехотной дивизии имени Тадеуша Костюшко совместно с 42-й и 290-й стрелковыми дивизиями Красной Армии против немецко-фашистских войск. Этим событиям посвящена основная экспозиция.

## Описание
Мемориальный комплекс советско-польского боевого содружества образуют: здание музея в форме каски, бетонная стела перед его входом (древко флага сжимают две сильные руки), две могильные плиты, Вечный огонь в ознаменование памяти советских и польских воинов, погибших в этом бою; памятник на братской могиле советских воинов. На могиле польских воинов — старинный щит, а по бокам приспущенные знамёна.
Здание музея в форме каски из железобетона, стекла и алюминия расположено на высоте 215,5, где в 1943 году было самое пекло боя. Перед входом в музей высится монумент, символизирующий советско-польское боевое содружество. Площадь экспозиции 907 м², 6,5 тыс. единиц основного фонда (на 2000 г.). Материалы рассказывают о формировании и боевых действиях 1-й Польской дивизии, совместных боях с частями Красной Армии. Среди экспонатов знамёна советских и польских частей, схемы боевых операций, образцы оружия тех времен, диорама «Бой за Ленино», а также многочисленные документы и фотографии военного времени. Кроме того, в витрине-экспозиции «В едином строю» представлены памятные подарки и сувениры, повествующие о послевоенном сотрудничестве Беларуси и Польши.
Неподалёку от музея, на склоне высоты 215,5, расположена братская могила советских и польских солдат, включающая в себя две мемориальные гранитные плиты и обелиск, выполненный из брони толщиной 25 см, пробитой в разных местах снарядами и осколками, — оплавившейся и потрескавшейся. Памятник символизирует человеческую стойкость воинов, которая оказалась прочнее самой толстой брони.
Под этим мемориальным надгробием в виде объёмной пятиконечной звезды из тёмно-красного гранита покоится прах 1711 советских воинов, погибших в боях под Ленино. 502 польских воина, погибших в битве под Ленино, захоронены в парке около реки Мереи. На вершине мемориальной плиты установлена скульптура символа дивизии — пястовского орла без короны. А перед ней — католический и православный кресты и иудейская шестиконечная звезда Давида. По обе стороны аллеи, ведущей к братской могиле, — гранитные плиты с именами погибших, раненых и пропавших без вести польских солдат и офицеров.